# Ivan Hlaváček
Ivan Hlaváček (* 28. května 1931 Praha) je český historik, archivář a vysokoškolský pedagog.

## Život
Působil na Katedře pomocných věd historických a archivního studia na FF UK v Praze. V letech 1990–2000 byl i vedoucím tohoto ústavu a dále redaktorem Sborníku archivních prací. Specializuje se na středověkou diplomatiku, kodikologii a epigrafiku. Od roku 1996 člen Učené společnosti ČR.
Celoživotní oporu v práci i životě má v manželce, historičce lékařství PhDr. Ludmile Hlaváčkové, CSc., pracovnici Ústavu pro dějiny lékařství Akademie věd. Jako devadesátiletý se stále objevuje jako recenzent.

## Dílo
- Život mezi listinami a knihami (a přitom stále mezi mladými lidmi). 1. vyd. Praha: Česká archivní společnost, 2023. 445 s. ISBN 978-80-88223-10-8.
- Vademecum pomocných věd historických, spoluautoři Jaroslav Kašpar, Rostislav Nový. Praha 2015 = 5. vydání
- Knihy a knihovny v českém středověku. Studie k jejich dějinám do husitství. Praha 2005.
- Kopiáře v Čechách v době předhusitské. In: Verba in imaginibus. Františku Šmahelovi k 70. narozeninám. (editoři: Sommer, P., Nodl, M.) Praha 2004, s. 231–249.
- Česká církev, její organizace a správa ve vztahu. In: Církevní správa a její písemnosti na přelomu středověku a novověku. (editoři: Hlaváček, I., Hrdina, J.) Praha 2003, s. 9–26.
- Knihy a knihovny na pražské univerzitě v době předhusitské In: Kultura edukacyjna na Górnym Słasku. (editor: Barciak, A.) Katowice 2002, s. 311–323.
- Husitské sněmy. In: Sborník historický. Historický ústav ČSAV Praha, sv. 4, 1956, s. 71–109.